# Ermita de San Ambrosio
La ermita de San Ambrosio es un yacimiento arqueológico y arquitectónico que se encuentra en el municipio de Barbate (Cádiz, España), en el diseminado del mismo nombre, cerca del parque natural de la Breña y Marismas del Barbate. Ha sido declarada, junto con dos objetos encontrados en ella, Bien de Interés Cultural, y actualmente es propiedad de la Diócesis de Cádiz y Ceuta. Es uno de los pocos ejemplos de basílica paleocristiana encontrados en el suroeste de la península ibérica, junto a la ermita de los Santos Mártires de Medina Sidonia y la ermita de la Silla del Papa. También hay que añadir que está completamente abandonada y es prácticamente imposible encontrarla.

## Historia
En los años centrales del siglo VII, el obispo de la sede Asidonense, Pimenio, ordenó la construcción de una serie de basílicas en las grandes propiedades laicas y eclesiásticas, así como en las aldeas. Una de esas basílicas fue la ermita de San Ambrosio, levantada en el año 644, sobre los restos de una villa romana.
La ermita fue objeto de reformas mudéjares, que conformaron la totalidad de su estructura.

## Descripción

### Edificio principal

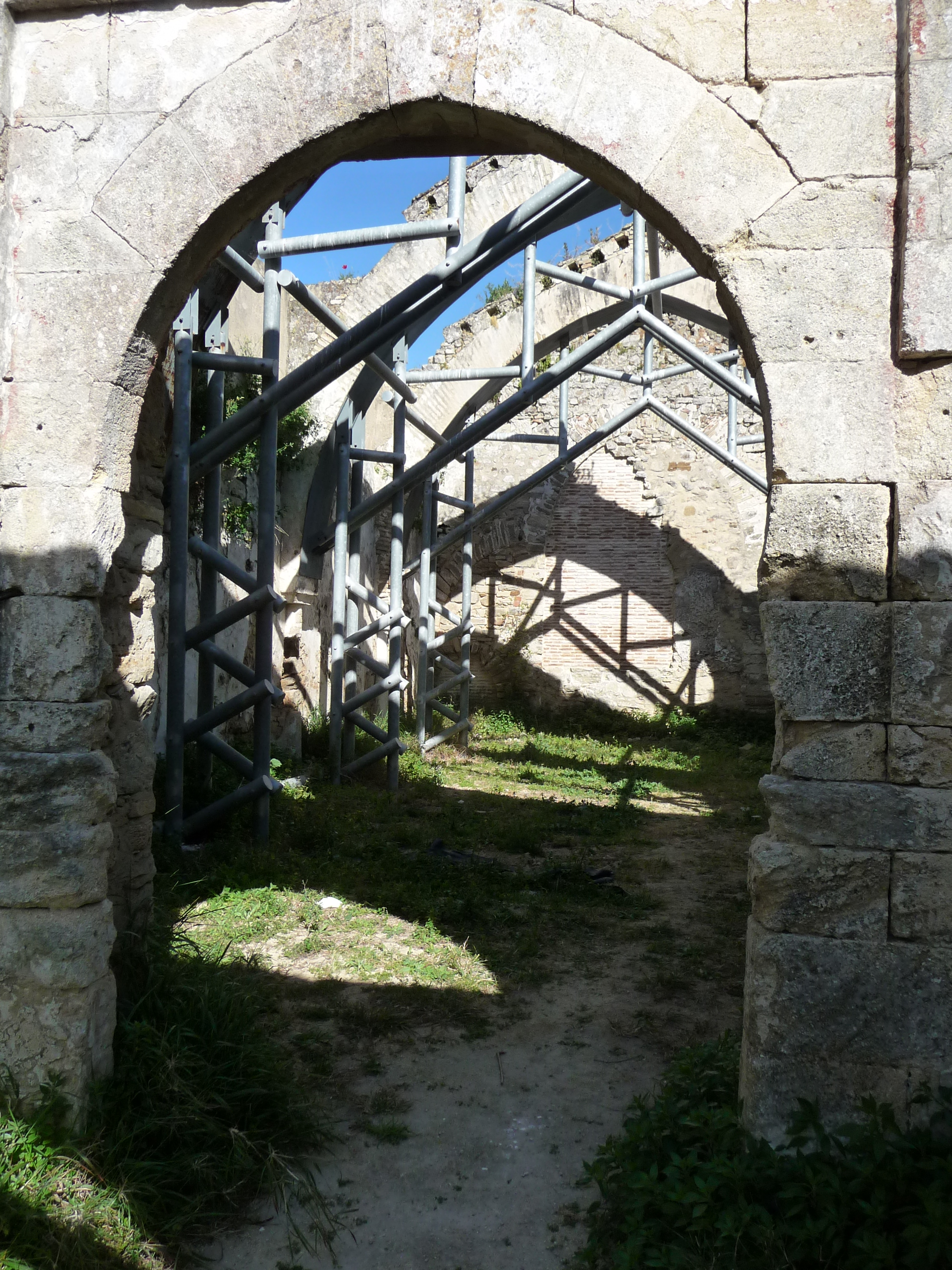
Arcos fajones de la nave.

Se trata de una nave estructurada mediante cuatro arcos fajones apuntados de ladrillo, sobre los que se sustentaba una cubierta a dos aguas con viguería de madera, tablazón y teja. Coincidiendo con los apoyos de los arcos, se adosan a los muros perimetrales sendas columnas, de diámetros desiguales y rematadas superiormente con cimacios de nacela, excepto las dos más próximas al ábside, con capiteles de orden compuesto, probablemente de origen romano.
A los pies de la nave se define un nártex, mediante la inserción en la construcción principal de un muro interior con puerta. La cabecera se remata con un ábside rectangular, subdividido a su vez en un espacio central, correspondiente al presbiterio, y sendos ámbitos laterales correspondientes a una posible cripta y al arranque de una torre, hoy muy deteriorada. El muro que separa el presbiterio de la nave, resuelto mediante sillarejos y ripios, representa un gran arco ojival central, con sendos medios arcos de descarga laterales. Tras el ábside se sitúan los restos de una alberca o piscina, posiblemente correspondiente a un baptisterio y, según algunos autores, a una villa romana anterior.
El acceso desde el nártex, cubierto mediante un solo faldón con caída hacia el oeste, se realiza a través de un muro en el que se abre un hueco de herradura apuntado, enmarcado por un alfiz y rematado por un escudo, ejecutado en fábrica de sillares de arenisca. Por encima del faldón de cubierta, hoy desaparecido, el muro se remataba con un frontón triangular con un óculo central abocinado y un reloj de sol en el vértice superior. Los muros perimetrales de esta nave única, que presentan dos hojas yuxtapuestas, comprenden la fábrica original de sillarejos visigoda, hasta la altura de los cimacios, y a partir de éstos se prolongan muros de tapial y los arcos fajones ya descritos. El pavimento actual presenta una cota muy superior a la del basamento original de las columnas, como parecen revelar las proporciones aparentes de los fustes y de algunos huecos. 
Esta construcción principal se completa con una capilla lateral de planta cuadrada, situada al norte, anexa a la nave y con acceso actual desde el exterior. La capilla, que albergó hasta hace escasos años una imagen de San Ambrosio, se construye mediante muros de mampostería, rematados con una bóveda ochavada sobre trompas simples en fábrica de ladrillo. Ambas construcciones, nave principal y capilla lateral, definen hacia el este los límites de un atrio actualmente delimitado por los restos de los muros, incluyendo en su frente oeste dos dependencias posiblemente correspondientes a la vivienda del ermitaño, así como a un horno de planta circular dispuesto en el espacio libre del atrio. En el flanco norte del atrio se intercalan otras casas o chozas, análogas a las situadas en el entorno inmediato a este atrio, hacia el norte. En este ámbito se encuentran igualmente restos de dos posibles tumbas, aparentemente similares a los de la vecina finca de "El Pabellón", investigados y publicados en 1980.

### Bienes muebles
La declaración de Bien de Interés Cultural protege, además del edificio principal, dos bienes muebles:
- Inscripción fundacional de la ermita de San Ambrosio. En su origen estaba situada en el fuste de una columna adosada a la nave de la ermita. Actualmente está depositada en la ermita de Nuestra Señora de la Oliva de Vejer, cerca de Barbate.
- Imagen de San Ambrosio. Se trata de una figura humana de bulto redondo, vestida y sobre pedestal, que se identifica con San Ambrosio. Actualmente se encuentra en la Parroquia del Divino Salvador de Vejer de la Frontera.